# Panzergruppe
Een Panzergruppe was een militaire eenheid van de Duitse Wehrmacht, tijdens de Tweede Wereldoorlog, groter dan een korps, maar iets kleiner dan een leger.

## De eerste Panzergruppen
Tijdens de Poolse Veldtocht in september 1939 waren de Duitse gepantserde eenheden verspreid over de legers, maar al wel vaak samengebald in gemotoriseerde legerkorpsen. Voor de aanval op het westen deel 1 (Fall Gelb), was onder invloed van General von Manstein een concentratie voorzien van pantsertroepen voor een stoot door de Ardennen. Deze hiervoor samengestelde Panzergruppe Kleist was de eerste eenheid van de Wehrmacht die gepantserde en gemotoriseerd troepen in meerdere korpsen bundelde. En hiermee werd ook voor het eerst in de geschiedenis een tactisch-operatieve onafhankelijke pantsereenheid gevormd. Bevelhebber werd Generaal der Cavalerie von Kleist. De Panzergruppe beschikte over vijf pantserdivisies en 3 gemotoriseerde divisies en voerde daarmee het bevel over de helft van alle pantserdivisies van de Wehrmacht op dat moment.
- Panzergruppe Kleist
  - opgericht op 5 maart 1940 aan de Nederrijn door omdopen van het 22e Gemotoriseerde Korps
  - in actie in België en Frankrijk tijdens Fall Gelb en Fall Rot
  - na afloop van deze veldtocht, op 12 juli 1940, werd de originele naam 22e Gemotoriseerde Korps weer aangenomen.

Door de uitstekende resultaten van Panzergruppe Kleist, werd besloten een tweede Panzergruppe op te richten, de Panzergruppe Guderian. 
- Panzergruppe Guderian onder bevel van Heinz Guderian
  - Opgericht op 1 juni 1940 in Noord-Frankrijk door omdopen van het 19e Gemotoriseerde Korps
  - in actie in Frankrijk tijdens Fall Rot
  - Op 16 november 1940 in Berlijn omgevormd in Panzergruppe 2.

Beide Panzergruppen waren semi-zelfstandig. Vaak waren ze nog deel en onder bevel van reguliere veldlegers.

## Panzergruppen worden volwassen
Als voorbereiding op de Duitse inval in de Sovjet-Unie (Operatie Barbarossa), werden vier Panzergruppen opgericht (drie op 16 november 1940, de laatste in februari 1941). Deze Panzergruppen begonnen al bijna het reguliere leger-niveau te benaderen en zouden een leidende rol gaan spelen in deze veldtocht.
- Panzergruppe 1
  - opgericht op 16 november 1940 in de Heimat door omdopen van het 22e Gemotoriseerde Korps
  - was de enige Panzergruppe die vóór Barbarossa ingezet werd, op de Balkan tijdens de Invasie van Joegoslavië.
  - in actie in Oekraïne onder Heeresgruppe Süd
  - op 25 oktober 1941 in Oekraïne omgedoopt in 1e Pantserleger
- Panzergruppe 2
  - opgericht op 16 november 1940 in Berlijn door omdopen van Panzergruppe Guderian
  - in actie in Wit-Rusland en Rusland onder Heeresgruppe Mitte
  - op 5 oktober 1941 rond Glukhov omgedoopt in 2e Pantserleger
- Panzergruppe 3
  - opgericht op 16 november 1940 in Fontainebleau in Frankrijk door omdopen van het 15e Gemotoriseerde Korps (Wehrmacht)
  - in actie in Wit-Rusland, Rusland en voor Moskou onder Heeresgruppe Mitte
  - op 1 januari 1942 bij Jaropolets omgedoopt in 3e Pantserleger
- Panzergruppe 4
  - opgericht op 17 februari 1941 in Oost-Pruisen door omdopen van het 16e Gemotoriseerde Korps
  - in actie in de Baltische staten, Leningrad en in Rusland en voor Moskou onder resp. Heeresgruppe Nord en Heeresgruppe Mitte
  - op 1 januari 1942 in Gzjatsk omgedoopt in 4e Pantserleger

Dus tussen oktober 1941 en januari 1942 werden alle vier de Panzergruppen omgedoopt in echte pantserlegers (Panzerarmee of beter Panzer-Armeeoberkommando).

## Noord-Afrika
De Duits-Italiaanse inzet in Noord-Afrika versterkte zich in de loop van 1941. Er was een commando-laag nodig voor een eenduidige bevelvoering over het Afrikakorps en de Italiaanse eenheden. Hiertoe werd de Panzergruppe Afrika gevormd.
- Panzergruppe Afrika
  - opgericht op 1 september 1941 in Oost-Libië uit delen van het Afrikakorps en de Duitse verbindingsofficier bij het Italiaanse Commando in Afrika.
  - in actie in rond Tobroek en Sollum in de Libische woestijn, Operatie Crusader, terugtocht naar El Agheila en ten slotte de voorloopfase van Slag bij Gazala
  - op 30 januari 1942 rond Benghazi omgedoopt in Pantserleger Afrika (Panzerarmee Afrika)

## Frankrijk 1944
Pas in 1944 werd een nieuwe Panzergruppe opgericht, ditmaal om een centraal bevel te hebben om de pantserdivisies in het westen te dirigeren als er een invasie zou plaatsvinden.
- Panzergruppe West
  - opgericht op 24 januari 1944 in Parijs uit de staf van de General der Panzertruppen beim Oberbefehlshaber West
  - enkele dagen begin juni en definitief vanaf 26 juni in actie aan het Normandische front, nam daar het westelijk deel van het bruggenhoofdfront op zich, op dat moment nog onder het 7e Leger, maar vanaf 2 juli onafhankelijk, en daarmee een echte “leger”-status hebbend
  - op 5 augustus werd de Panzergruppe West uiteindelijk volwaardig leger en werd omgedoopt tot 5e Pantserleger

De commandant van het 5e Pantserleger, General Heinrich Eberbach, vormde intussen een tijdelijke Panzergruppe onder bevel van het 7e Leger, genaamd Panzergruppe Eberbach
- Panzergruppe Eberbach
  - opgericht op 9 augustus 1944, nam bevel over het 47e en 58e Pantserkorps over
  - de Panzergruppe was nog steeds bezig met de tegenaanval bij Mortain (Operatie Lüttich), maar op 14 augustus werd deze operatie opgegeven, gezien de zich vormende Zak van Falaise
  - de Panzergruppe werd omsingeld in de zak van Falaise en de gevechten in deze pocket eindigden op 21 augustus, slechts delen ontsnapten
  - op 22 augustus 1944 nam Eberbach het commando over het 7e Leger op zich, waarmee Panzergruppe Eberbach opgeheven werd

Daarmee eindigde het hoofdstuk Panzergruppe in de Wehrmacht. De rest van de oorlog werd geen Panzergruppe meer gevormd.